# Leptoconops casali
Leptoconops casali är en tvåvingeart som beskrevs av Cavalieri och Chiossone 1966. Leptoconops casali ingår i släktet Leptoconops och familjen svidknott. Inga underarter finns listade i Catalogue of Life.